# Obituary
Obituary es una banda de death metal estadounidense, formada en 1984 bajo el nombre Executioner en Tampa, Florida, por los hermanos John y Donald Tardy, cuando tenían 17 y 15 años de edad, respectivamente. Tras descubrir que ya existía en Boston un grupo con esta designación, en 1986 los hermanos decidieron llamar a su proyecto musical Xecutioner. Con este nuevo nombre, quedó establecida su primera formación, compuesta por John Tardy (voz), Trevor Peres (guitarra), Donald Tardy (batería), Daniel Tucker (bajo) y Allen West (guitarra). La agrupación publicó un demo con el cual consiguió un contrato con la discográfica Roadrunner Records y en 1988 cambió su nombre por Obituary para el lanzamiento de su álbum debut Slowly We Rot. Al año siguiente, Tucker dejó el conjunto y fue reemplazado Frank Watkins. Sus dos siguientes trabajos, fueron bien recibidos entre los aficionados al death metal Cause Of Death y The End Complete, además este último y World Demise tuvieron una repercusión moderada en las listas de éxitos a pesar de la escasa popularidad del género. En 1997, la banda decidió tomarse un descanso, aunque en 2003 hizo oficial su regreso.
Tras la reunión, el conjunto publicó Frozen in Time y rompió su relación laboral con Roadrunner para firmar un contrato con Candlelight Records. Para su siguiente trabajo, Xecutioners Return, la agrupación se vio obligada a contratar al guitarrista de Deicide Ralph Santolla, debido a que Allen West fue encarcelado por conducir ebrio. Frank Watkins fue el siguiente en abandonar la formación —en este caso para formar parte de Gorgoroth— y fue sustituido por Terry Butler. Su álbum más reciente es Inked in Blood, publicado en 2014 y que fue su primer disco en posicionarse entre los más vendidos del Billboard 200.

## Historia

### Orígenes y formación (1980-1987)

#### Como Executioner (1980-1985)
En 1980, los hermanos John y Donald Tardy se trasladaron con su familia desde Miami a Tampa, Florida. Los dos jóvenes pronto se interesaron por bandas locales de heavy metal como Savatage y Nasty Savage, con cuyos miembros entablaron relación. Por aquellos momentos, los dos hermanos no tenían instrumentos propios y solían visitar con frecuencia a un amigo que tenía una batería con la que podían ensayar. En 1984, el dúo comenzó un proyecto musical llamado Executioner, en el cual Donald se encargaba de la batería y John del resto de instrumentos, en función de lo que pudiera encontrar. Algún tiempo después, reclutaron para la banda a Trevor Peres, compañero de clase de Donald, como guitarrista.
Ese mismo año 1984, Executioner grabó su primera maqueta, Metal Up Your Ass, que fue financiada por su padres. En aquellos momentos su sonido estaba orientado hacia el thrash metal, inspirado por el de Metallica y Slayer. Sin embargo, su estilo musical cambiaría después de que Peres escuchara el álbum Morbid Tales de Celtic Frost. Esto le llevó a componer temas más extremos y a pedirle a John que utilizara voces más duras.
La banda contó con dos guitarristas rítmicos —Jerry Tidwell y posteriormente Mark Vito— durante un periodo de dos años, pero sería en 1986 cuando quedó completada su primera formación tras la llegada del bajista Jerome Grable y el guitarrista Allen West.

#### Como Xecutioner (1986-1987)
En 1986, la banda se vio obligada a cambiar su nombre por Xecutioner, debido a que en Boston ya existía un conjunto llamado Executioner. Tras la modificación, la agrupación publicó una nueva maqueta que llamó la atención del editor de la revista Violent Noise Borivoj Krgin y que la reeditó como parte del recopilatorio Raging Death, junto a las demos de otras bandas. El interés por Xecutioner aumentó gracias a este lanzamiento y Krgin se comprometió a conseguirle un contrato diacográfico y en caso de que no lo lograra los ficharía para su propia compañía. El grupo grabó una maqueta, esta vez junto al productor Scott Burns y que Krgin mostró a la discográfica Roadrunner Records, con la cual la banda firmó un contrato. Poco después, el bajista Jerome Grable abandonó la formación por diferencias musicales y fue reemplazado por un amigo de Peres, Daniel Tucker.

### Slowly We RotyCause of Death(1987-1991)
En 1988, el conjunto volvió a cambiar su nombre por Obituary; esta vez era un grupo de Massachusetts el que se llamaba Xecutioner. Posteriormente, Obituary se trasladó a los estudios Morrisound con el productor Rick Miller para trabajar en su álbum debut; sin embargo, este último tuvo que abandonar el proyecto por problemas familiares y la banda tuvo que recurrir de nuevo a Scott Burns. La agrupación grabó ocho temas, pero a petición de Roadrunner, que quería un álbum más largo; tuvo que regresar al estudio para producir cuatro canciones más. El disco salió a la venta en enero de 1989 con el título Slowly We Rot. El conjunto no realizó ninguna gira para promocionar este trabajo debido a que sus miembros todavía se encontraban en el instituto; según Donald Tardy: «Éramos demasiado jóvenes, yo ni siquiera tenía coche». Mientras tanto, Daniel Tucker empezó a experimentar amnesia, lo que le llevó a abandonar Obituary y a ser reemplazado por el bajista de Hell Witch Frank Watkins, quien conoció a la agrupación durante un concierto en Tampa.
En otoño de 1990, la banda regresó a los estudios Morrisound con un presupuesto de 15 000 USD y nuevos instrumentos para grabar un nuevo trabajo. Mientras tanto, el guitarrista Allen West abandonó la formación debido al nacimiento de su primer hijo y la necesidad de buscar un empleo para mantenerlo; lo que llevó a que Scott Burns tuviera que buscar un sustituto temporal dentro de la escena del death metal. El elegido para reemplazar a West fue James Murphy, integrante de Death. Durante la grabación del disco, el grupo ensayó el tema de Celtic Frost «Circle of the Tyrants» y que finalmente fue incluido junto a siete nuevas pistas y la canción «Find the Arise», incluida originalmente en una maqueta de Xecutioner. El álbum, titulado Cause of Death, salió a la venta en septiembre de 1990 y la agrupación lo promocionó con una gira estadounidense como telonera de Sacred Reich y una europea junto a Morgoth. Tras regresar a Tampa, el conjunto se tomó un breve descanso antes de realizar una nueva serie de conciertos por los Estados Unidos con Sepultura. Durante la gira, Murphy empezó a descontentarse con la banda y finalmente, a comienzos de 1991, West regresó para sustituirle.

### The End CompleteyWorld Demise(1991-1995)
Tras terminar la gira, Obituary regresó a los estudios Morrisound para grabar un nuevo álbum. The End Complete, su tercer trabajo de estudio, salió a la venta en abril de 1992 y se convirtió en su mayor éxito comercial tras vender más de 100 000 copias en los Estados Unidos hacia 2003; además se posicionó entre los sesenta álbumes más vendidos en el Reino Unido y Alemania. Posteriormente la banda se embarcó en una nueva gira europea como cabeza de cartel junto a Napalm Death y más tarde en una por los Estados Unidos con Cannibal Corpse.
Al año siguiente, el grupo regresó nuevamente al estudio de grabación para trabajar en el disco World Demise, en el cual optaron por ralentizar su sonido en comparación con el de otros grupos de death metal. El lanzamiento del álbum se vio retrasado unos meses debido a que el proceso de producción se alargó más de lo esperado. World Demise fue publicado en septiembre de 1994 —dos meses después del sencillo «Don't Care»— y alcanzó la posición 65 del UK Albums Chart. Para promocionar el álbum, el conjunto realizó una gira norteamericana junto a Napalm Death y Machine Head y una gira europea con Asphyx y Eyehategod.

### Back from the Deady separación (1996-2001)
Para 1996, Obituary tenía material suficiente para grabar un nuevo trabajo. Esta vez la agrupación optó por los estudios Criteria Recording de Miami y por el productor Jaime Locke en vez de Scott Burns. Entre los temas grabados, destacó la canción «Bullitary», cantada por unos amigos raperos de Watkins. El disco fue publicado en abril de 1997 con el título Back from the Dead, aunque no cosechó el éxito comercial de sus dos antecesores, algo que los miembros del conjunto atribuyeron a la escasa promoción realizada por Roadrunner Records. El descontento con su discográfica y el excesivo número de conciertos realizados, provocaron la salida de John Tardy de la banda y finalmente la separación de esta en 1997. Tras la disolución, los integrantes de Obituary se centraron en otros proyectos: Donald Tardy se unió a la banda de Andrew W.K., Trevor Peres fundó el conjunto musical Catastrophic, Frank Watkins encontró trabajo en un banco, John Tardy empezó a trabajar en una tienda de informática y Allen West se centró en el grupo Six Feet Under. Por su parte, Roadrunner Records aprovechó para publicar el álbum en directo Dead (1998) y el recopilatorio Anthology (2001), que incluyó una versión del tema de Venom «Buried Alive».

### Reunión yFrozen in Time(2002-2006)
En julio de 2002, John Tardy y Frank Watkins se unieron a la banda de Andrew W.K. —en la cual Donald Tardy era el batería— para interpretar varios temas de Obituary en el festival Ozzfest. Posteriormente, los hermanos Tardy y Watkins recuperaron el contacto con Peres y West, y tras realizar un par de actuaciones anunciaron la reunión de Obituary y la grabación de un nuevo trabajo de estudio en 2004. Por aquellos momentos, Scott Burns había dejado su trabajo como productor, de modo que el grupo tuvo que contratar a Mark Prator, aunque poco después; Burns cambió de opinión y participó como coproductor. El disco, titulado Frozen in Time, salió a la venta en julio de 2005 y llegó a vender más de 2 500 copias en la primera semana de su lanzamiento sólo en los Estados Unidos. El 30 de agosto, West anunció su salida por diferencias con sus compañeros, sin embargo, al día siguiente regresó al grupo justo a tiempo para realizar una gira estadounidense con Napalm Death. Al año siguiente, el conjunto actuó por Europa y grabó un concierto en Varsovia para su lanzamiento en DVD bajo el título Frozen Alive.

### Xecutioner's ReturnyDarkest Day(2007-2009)
Tras una serie de desacuerdos, Obituary y el sello Roadrunner rompieron su contrato; según la banda, esto se produjo al escaso interés mostrado por la discográfica. En mayo de 2007 Allen West fue encarcelado tras ser detenido por conducir ebrio por quinta vez, por lo que el grupo se vio obligado a contratar a Ralph Santolla, guitarrista de Deicide. Tras firmar un acuerdo con el sello Candlelight Records, Obituary grabó el disco Xecutioner's Return, que por primera vez no incluyó la participación del productor Scott Burns y que salió a la venta en agosto. A comienzos de 2008, Roadrunner Records aprovechó para publicar un álbum recopilatorio con los mejores temas de Obituary sin el permiso previo de sus integrantes, que por esos momentos se encontraban en Europa de gira junto a Holy Moses. Ese mismo año, la banda regresó al estudio para la grabación del EP Left to Die, que incluyó una versión del tema «Dethroned Emperor» de Celtic Frost y una nueva versión de «Slowly We Rot» .
A comienzos de 2009 el grupo ya había grabado varias canciones para el álbum Darkest Day, que sería publicado en junio de ese mismo año precedido por el sencillo «Blood to Give».

## Estilo musical
Obituary fue sólo una de las muchas bandas de death metal originadas en Florida a finales de la década de 1980. Su álbum debut, Slowly We Rot, destacó por sus brutales riffs de guitarra, sus caóticos solos y sus trituradores golpes de batería. A diferencia de otros grupos de su género que principalmente basaban sus canciones en la velocidad del thrash, Obituary también incorporaba pasajes lentos en su sonido, que casi le daba una apariencia propia del doom metal. Sin embargo, lo que realmente distinguía a la banda de las otras era la voz gutural de John Tardy, que el crítico de Allmusic Jason Birchmeier calificó como «si sintiera dolor, como si un cuchillo se le hubiera clavado en el estómago». En su segundo trabajo, Cause Of Death, el conjunto realizó algunos cambios, principalmente por la llegada del guitarrista de Death James Murphy haciendo que el sonido del disco sonara como «un híbrido entre Obituary y Death». Sin embargo, en una entrevista el batería Donald Tardy señaló que el álbum había sido compuesto junto al guitarrista Allen West antes de que éste se tomara una baja por paternidad y que la labor de Murphy había sido la de incorporar solos de guitarra.

## Éxito comercial
De acuerdo a Nielsen SoundScan, Obituary es la quinta banda más importante en el death metal, entre el periodo de 1991 y 2003. Los álbumes de la banda han vendido unas 368.184 copias, y su trabajo más popular es The End Complete, lanzado en el año 1992 y que ha vendido alrededor de 103.378 copias en los Estados Unidos.

## Miembros
| Miembros actuales - John Tardy – voz (1984-1997, 2003-actualidad) - Donald Tardy – batería (1984-1997, 2003-actualidad) - Trevor Peres – guitarra rítmica (1984-1986, 1987-1997, 2003-actualidad) - Terry Butler – bajo (2010-actualidad) - Kenny Andrews – guitarra líder (2012–actualidad) | Miembros anteriores - Mark Vito – guitarra líder (1984) - Jerome Grable – bajo (1984-1988) - Allen West – guitarra líder (1984-1985, 1986-1989, 1992-1997, 2003-2006) - Jerry Tidwell – guitarra líder (1985) - JP Chartier – guitarra rítmica (1986) - Daniel Tucker – bajo (1988-1989) - Frank Watkins – bajo (1989–1997, 2003-2010) - James Murphy – guitarra líder (1990) - Ralph Santolla – guitarra líder (2007-2011) |

## Discografía
| - Slowly We Rot (1989) - Cause Of Death (1990) - The End Complete (1992) | - World Demise (1994) - Back From The Dead (1997) - Frozen in Time (2005) | - Xecutioners Return (2007) - Darkest Day (2009) - Inked in Blood (2014) - Obituary (2017) - Dying of Everything (2023) |